# Lupac
Koordinati:   43°43′10″N, 15°48′35″E
Lupac je majhen nenaseljen otoček v Jadranskem morju. Pripada Hrvaški.
Lupac, na katerem stoji svetilnik, leži v šibeniškem arhipelagu med otokoma Zlarin in Prvić od katerega je oddaljen okoli 0,5 km.Njegova površina meri 0,336 km². Dolžina obalnega pasu je 2,24 km. Najvišji vrh je visok 59 mnm.
Iz pomorske karte je razvidno, da svetilnik, ki stoji na rtu Konj, oddaja svetlobni signal: R Bl 3s.